# Тан-Улі
Тан-Улі (д/н — бл. 1655 до н. е.) — суккуль-мах (верховний володар) Еламу близько 1685—1655 роках до н. е.

## Життєпис
Походив з династії Епартідів (Суккуль-махів). Про батьків відсутні відомості. Стриєчний брат суккуль-маха Темпті-агуна, який десь у 1690-х роках до н. е. призначив Тан-Улі суккалем Еламу іСимашкі (офіційним спадкоємцем). Ймовірно, в цей час держава перебувала в політичному й економічному піднесенні.
Спадкував трон близько 1685 року до н. е. Оскільки на той час Кук-нашур. суккаль Суз, помер, то залишив його посаду вільною, а суккалем Еламу і Симашкі призначив небожа — Темпті-халхі. Їх обох згадують у багатьох правових документах. Вважається, що в цей час Елам продовжував перебувати на піднесенні, панування Тан-Улі було спокійним.
Помер він близько 1655 року до н. е. Спадкував Темпті-халхі.